# Polske præsidenter
Denne artikel lister Polens præsidenter fra uafhængigheden i 1918 og frem til i dag. Inden da havde Polen en række andre regenter.

## Polens Statsoverhoved (1918-1922)
Józef Piłsudski

## DenAnden Polske Republikspræsidenter (1922-1939)
| navn                           | fra  | til  |
| ------------------------------ | ---- | ---- |
| Gabriel Narutowicz             | 1922 | 1922 |
| Stanisław Wojciechowski        | 1922 | 1926 |
| Ignacy Mościcki                | 1926 | 1939 |
| Edward Rydz-Śmigły             | 1939 | 1939 |
| Bolesław Wieniawa-Długoszowski | 1939 | 1939 |
| Władysław Raczkiewicz          | 1939 | 1944 |

## Polens præsidenter i eksil (1944-1991)
| navn                  | fra  | til  |
| --------------------- | ---- | ---- |
| Władysław Raczkiewicz | 1944 | 1947 |
| August Zaleski        | 1947 | 1972 |
| Stanisław Ostrowski   | 1972 | 1979 |
| Edward Raczyński      | 1979 | 1986 |
| Kazimierz Sabbat      | 1986 | 1989 |
| Ryszard Kaczorowski   | 1989 | 1991 |

## Præsidenter i Polen efter2. verdenskrig
| navn                      | fra  | til    |
| ------------------------- | ---- | ------ |
| Bolesław Bierut           | 1944 | 1952   |
| formænd for Landets Rådet |      |        |
| Aleksander Zawadzki       | 1952 | 1968   |
| Edward Ochab              | 1964 | 1968   |
| Marian Spychalski         | 1968 | 1970   |
| Józef Cyrankiewicz        | 1970 | 1972   |
| Henryk Jabłoński          | 1972 | 1985   |
| Wojciech Jaruzelski       | 1985 | 1989   |
| Præsidenter               |      |        |
| Wojciech Jaruzelski       | 1989 | 1990   |
| Lech Wałęsa               | 1990 | 1995   |
| Aleksander Kwaśniewski    | 1995 | 2005   |
| Lech Kaczyński            | 2005 | † 2010 |
| Bronisław Komorowski      | 2010 | 2015   |
| Andrzej Duda              | 2015 | 2025   |
| Karol Nawrocki            | 2025 |        |